# اولگ تاکتاروف
اولگ تاکتاروف (به انگلیسی: Oleg Taktarov) (زاده ۲۶ اوت ۱۹۶۷) ورزشکار هنرهای رزمی ترکیبی و بازیگر روس است.
از فیلم‌های معروف او می‌توان به بازی در فیلم های ۱۵ دقیقه، شب مال ماست اشاره کرد.